# ألرت باي (كولومبيا البريطانية)
ألرت باي (بالإنجليزية: Alert Bay)‏ هي village in British Columbia تقع في كندا في Regional District of Mount Waddington. يقدر عدد سكانها بـ 1,200-1,500 نسمة ومساحتها 1.78 كم2 و وترتفع عن سطح البحر 30 متر.

## المناخ
يظهر الجدول التالي التغييرات المناخية على مدار السنة لألرت باي:
| البيانات المناخية لـألرت باي       | البيانات المناخية لـألرت باي | البيانات المناخية لـألرت باي | البيانات المناخية لـألرت باي | البيانات المناخية لـألرت باي | البيانات المناخية لـألرت باي | البيانات المناخية لـألرت باي | البيانات المناخية لـألرت باي | البيانات المناخية لـألرت باي | البيانات المناخية لـألرت باي | البيانات المناخية لـألرت باي | البيانات المناخية لـألرت باي | البيانات المناخية لـألرت باي | البيانات المناخية لـألرت باي |
| الشهر                              | يناير                        | فبراير                       | مارس                         | أبريل                        | مايو                         | يونيو                        | يوليو                        | أغسطس                        | سبتمبر                       | أكتوبر                       | نوفمبر                       | ديسمبر                       | المعدل السنوي                |
| ---------------------------------- | ---------------------------- | ---------------------------- | ---------------------------- | ---------------------------- | ---------------------------- | ---------------------------- | ---------------------------- | ---------------------------- | ---------------------------- | ---------------------------- | ---------------------------- | ---------------------------- | ---------------------------- |
| الدرجة القصوى قرينة الرطوبة        | 13.6                         | 16.1                         | 19.5                         | 23.3                         | 38.9                         | 30.6                         | 35.0                         | 35.1                         | 29.5                         | 31.8                         | 18.3                         | 14.4                         | 38.9                         |
| الدرجة القصوى °م (°ف)              | 13.9 (57.0)                  | 16.7 (62.1)                  | 18.7 (65.7)                  | 23.5 (74.3)                  | 35.2 (95.4)                  | 30.0 (86.0)                  | 29.4 (84.9)                  | 33.3 (91.9)                  | 27.9 (82.2)                  | 23.9 (75.0)                  | 17.8 (64.0)                  | 15.6 (60.1)                  | 35.2 (95.4)                  |
| متوسط درجة الحرارة الكبرى °م (°ف)  | 6.1 (43.0)                   | 7.0 (44.6)                   | 9.6 (49.3)                   | 11.4 (52.5)                  | 14.3 (57.7)                  | 15.8 (60.4)                  | 18.0 (64.4)                  | 18.4 (65.1)                  | 16.0 (60.8)                  | 11.8 (53.2)                  | 7.4 (45.3)                   | 5.4 (41.7)                   | 11.8 (53.2)                  |
| المتوسط اليومي °م (°ف)             | 4.3 (39.7)                   | 4.6 (40.3)                   | 6.3 (43.3)                   | 7.7 (45.9)                   | 10.4 (50.7)                  | 12.2 (54.0)                  | 14.1 (57.4)                  | 14.4 (57.9)                  | 12.2 (54.0)                  | 9.0 (48.2)                   | 5.5 (41.9)                   | 3.6 (38.5)                   | 8.7 (47.7)                   |
| متوسط درجة الحرارة الصغرى °م (°ف)  | 2.4 (36.3)                   | 2.2 (36.0)                   | 3.0 (37.4)                   | 4.0 (39.2)                   | 6.4 (43.5)                   | 8.5 (47.3)                   | 10.2 (50.4)                  | 10.4 (50.7)                  | 8.3 (46.9)                   | 6.1 (43.0)                   | 3.5 (38.3)                   | 1.8 (35.2)                   | 5.6 (42.1)                   |
| أدنى درجة حرارة °م (°ف)            | −11.1 (12.0)                 | −13.6 (7.5)                  | −7.8 (18.0)                  | −1.7 (28.9)                  | 0.0 (32.0)                   | 2.2 (36.0)                   | 1.1 (34.0)                   | 5.6 (42.1)                   | 1.1 (34.0)                   | −3.9 (25.0)                  | −12.6 (9.3)                  | −13.3 (8.1)                  | −13.6 (7.5)                  |
| أدنى درجة حرارة تبريد الرياح       | −21.5                        | −26.5                        | −22.0                        | −4.0                         | 0.0                          | 0.0                          | 0.0                          | 0.0                          | 0.0                          | −9.2                         | −24.8                        | −23.0                        | −26.5                        |
| الهطول مم (إنش)                    | 215.9 (8.50)                 | 149.9 (5.90)                 | 109.7 (4.32)                 | 103.4 (4.07)                 | 78.3 (3.08)                  | 79.1 (3.11)                  | 45.4 (1.79)                  | 62.3 (2.45)                  | 76.8 (3.02)                  | 209.9 (8.26)                 | 249.6 (9.83)                 | 193.3 (7.61)                 | 1٬573٫5 (61.95)              |
| معدل هطول الأمطار مم (إنش)         | 210.2 (8.28)                 | 138.9 (5.47)                 | 108.4 (4.27)                 | 102.9 (4.05)                 | 78.3 (3.08)                  | 79.1 (3.11)                  | 45.4 (1.79)                  | 62.3 (2.45)                  | 76.8 (3.02)                  | 209.4 (8.24)                 | 246.5 (9.70)                 | 186.7 (7.35)                 | 1٬544٫9 (60.82)              |
| متوسط تساقط الثلوج سم (إنش)        | 6.2 (2.4)                    | 12.1 (4.8)                   | 1.4 (0.6)                    | 0.5 (0.2)                    | 0.0 (0.0)                    | 0.0 (0.0)                    | 0.0 (0.0)                    | 0.0 (0.0)                    | 0.0 (0.0)                    | 0.5 (0.2)                    | 3.1 (1.2)                    | 6.5 (2.6)                    | 30.2 (11.9)                  |
| متوسط أيام هطول الأمطار (≥ 0.2 mm) | 20.9                         | 18.2                         | 17.8                         | 19.0                         | 17.4                         | 15.9                         | 11.9                         | 11.5                         | 14.1                         | 19.8                         | 23.3                         | 20.8                         | 210.4                        |
| متوسط الأيام الممطرة (≥ 0.2 mm)    | 19.8                         | 17.0                         | 17.5                         | 19.0                         | 17.4                         | 15.9                         | 11.9                         | 11.5                         | 14.1                         | 19.8                         | 22.8                         | 20.0                         | 206.5                        |
| متوسط الأيام المثلجة (≥ 0.2 cm)    | 2.4                          | 2.7                          | 1.0                          | 0.3                          | 0.0                          | 0.0                          | 0.0                          | 0.0                          | 0.0                          | 0.1                          | 1.0                          | 2.2                          | 9.6                          |
| المصدر:                            |                              |                              |                              |                              |                              |                              |                              |                              |                              |                              |                              |                              |                              |

## أعلام
- سبنسر أوبراين
- توني هنت